# Fem dagar i december
Fem dagar i december är en svensk thrillerserie i sex delar från 1981, regisserad av Bo Hermansson. I rollerna ses bland andra Kent Andersson, Hans Bergström och Percy Brandt.

## Handling
En tysk nobelpristagare i kemi besöker Chalmers i Göteborg som gästföreläsare. Han är kontroversiell eftersom han arbetar för att finna ett enklare sätt att utvinna plutonium ur kärnavfall. Han kidnappas av några idealistiska ungdomar i syfte att få Nobelstiftelsen att dra tillbaka sitt pris - men så blandar sig ett gäng betydligt farligare terrorister in i leken...
I TV-serien har Tingstadstunneln en viktig roll som några skurkar planerar att spränga.

## Rollista
- Kent Andersson – Gunnar Hansson
- Hans Bergström – Hans Zeeger
- Percy Brandt – professor Sven Björkdal
- Ulla-Bella Fridh – sekreterare
- Ewa Harringer – Karin Ekström
- Birgitta Helling – sekreterare
- Weiron Holmberg – journalisten Åke Blom
- Sven-Olof Jansson – Anders Nyman
- Olle Ljungberg – Kjell Thulin
- Anders Nyström – Per Jacobsson
- Paul Patera – Carl Berens
- Thore Segelström – Stig Svensson
- Evabritt Strandberg – journalisten Birgitt Werner
- Roland Söderberg – rektor Göran Hultén
- Rune Turesson – Holger Wadström
- Lars G Wik – Johan Kjellberg
- Johan Zollitsch – Björn Linder

## Om serien
Manus skrevs av Tony Williamson och fotograf var Bo Tak. Musiken komponerades av Egil Monn-Iversen. Serien sändes i TV1 mellan den 9 april och 14 maj 1981.